# Camille Nys
Camille Nys (9 mei 1888 - ...) is een gewezen Belgische voetballer. Hij speelde voor onder meer Athletic RCB, Standard CL, Racing CB, AC Milan en Willem II.

## Carrière
Nys werd tijdens de laatste wedstrijd van het seizoen 1908/09 aan de ploeg van Standard CL toegevoegd. Hij scoorde vanop de stip meteen zijn eerste goal en won de wedstrijd. Dankzij die zege promoveerde Standard naar de Ere Afdeling. De jaren nadien werd Nys een vaste waarde bij 'de Rouches'. Hij maakte in 1911 de overstap naar Racing Club de Bruxelles. Vanaf dan werd hij vier keer door bondscoach William Maxwell opgeroepen voor de nationale ploeg.
Hij speelde één seizoen voor Bruxelles en maakte daarna de voor die tijd niet evidente overstap naar AC Milan. In Italië vond hij zijn landgenoot Louis Van Hege terug. Nys trok na één jaar terug naar België en belandde opnieuw bij Standard. De middenvelder stopte bij het uitbreken van de Eerste Wereldoorlog met voetballen.Op hoogste niveau speelde hij 76 wedstrijden en scoorde 9 doelpunten.